# Пухликов, Константин Алексеевич
Константин Алексеевич Пухликов (1922—2008) — советский офицер, гвардии капитан, один из пяти известных кавалеров шести орденов Отечественной войны.

## Биография
В Красную армию призван 19 июня 1941 Урдинским городским военным комиссариатом (по другим данным Кунцевским районным военкоматом Москвы). Член ВКП(б) с декабря 1942. Во время Великой Отечественной войны командир огневого взвода 195-го гвардейского артиллерийского полка 91-й гвардейской стрелковой дивизии 39-й армии. После лёгкого ранения 23 июня 1944 становится командиром батареи 45-го гвардейского артиллерийского полка 19-й гвардейской стрелковой дивизии в составе этой же армии. Участник войны с Японией.

## Звания
- гвардии лейтенант;
- гвардии старший лейтенант;
- гвардии капитан.

## Награды
- медаль «За отвагу» (15 июля 1943);
- орден Отечественной войны II степени (30 октября 1943);
- орден Отечественной войны II степени (30 ноября 1943);
- орден Отечественной войны I степени (13 февраля 1944);
- орден Отечественной войны I степени (28 июля 1944);
- орден Отечественной войны II степени (30 ноября 1944);
- орден Красной Звезды (19 октября 1945);
- орден Отечественной войны I степени (11 марта 1985).

Другие медали, в том числе юбилейные.